# Пока ночь не разлучит
«Пока́ ночь не разлучи́т» — российский комедийный фильм режиссёра Бориса Хлебникова. В российский прокат картина вышла 11 октября 2012 года. Слоган фильма: «Вкусные и реальные истории большого города».

## Сюжет
В дорогом московском ресторане двое официантов (Александр Яценко и Евгений Сытый) обслуживают своих клиентов, попутно в подсобке один из них выясняет свои отношения с любовницей, а второй — с женой. Су-шеф ресторана (Сахат Дурсунов) пытается вызволить из полицейского участка повара-мигранта. А в это время посетители заведения ведут собственные беседы, касающиеся совершенно разных граней человеческой жизни.

## В ролях
| Актёр              | Роль                     |
| ------------------ | ------------------------ |
| Александр Яценко   | официант                 |
| Евгений Сытый      | официант                 |
| Сахат Дурсунов     | су-шеф                   |
| Алена Долецкая     | посетительница ресторана |
| Сергей Шнуров      | посетитель ресторана     |
| Василий Уткин      | посетитель ресторана     |
| Татьяна Токарева   | арфистка                 |
| Максим Лагашкин    | посетитель ресторана     |
| Мария Шалаева      | посетительница ресторана |
| Денис Косяков      | посетитель ресторана     |
| Агния Кузнецова    | киноактриса              |
| Дуня Смирнова      | посетительница ресторана |
| Анна Михалкова     | посетительница ресторана |
| Оксана Фандера     | посетительница ресторана |
| Любовь Толкалина   | посетительница ресторана |
| Александра Ребенок | художница                |
| Дарья Екамасова    | посетительница ресторана |
| Алиса Хазанова     | посетительница ресторана |

## История создания

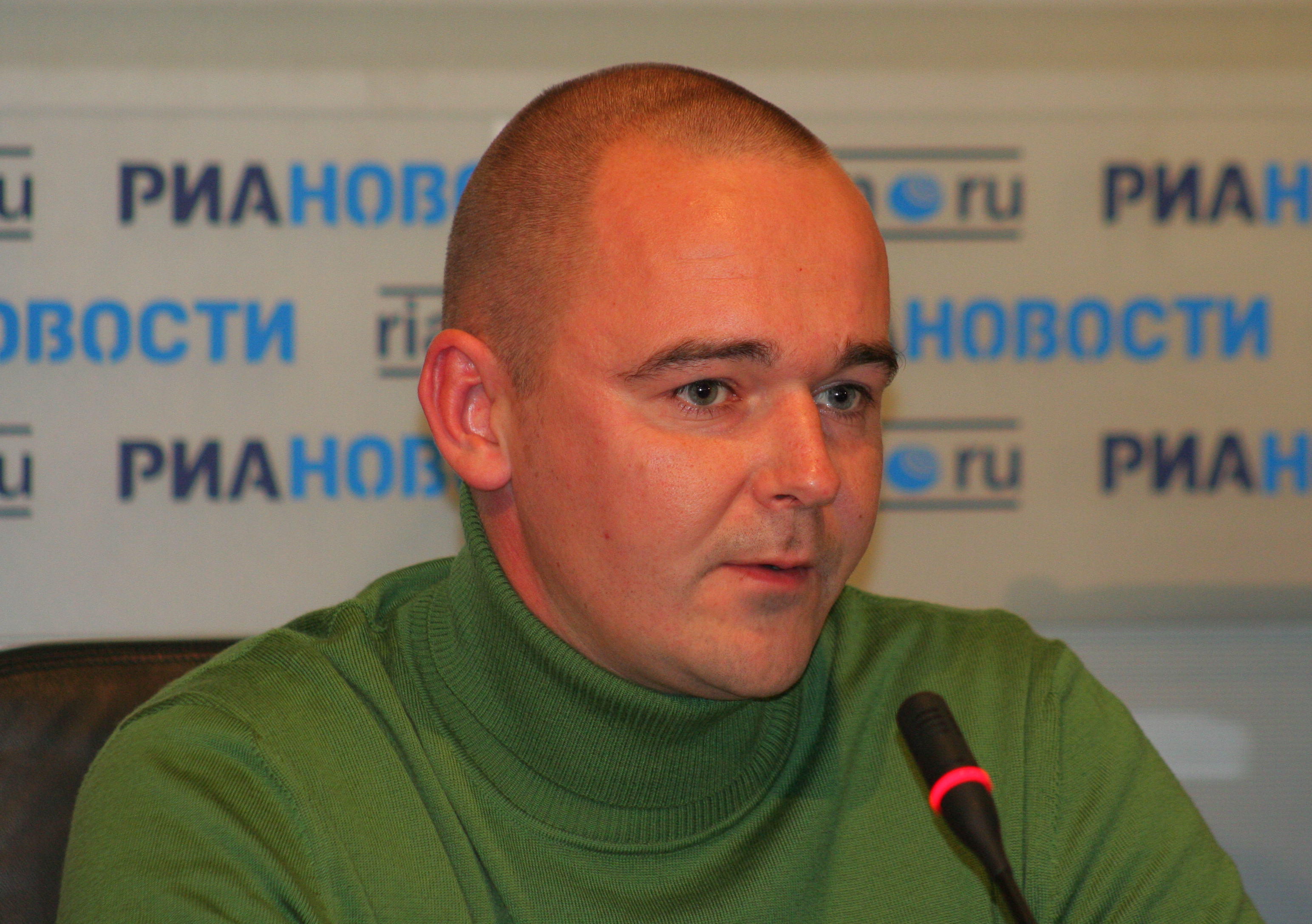
Борис Хлебников

Режиссёра Бориса Хлебникова привлекла статья «Вкусные разговоры», вышедшая в журнале «Большой город» в 2005 году. Её основу составили подслушанные разговоры в московском ресторане «Пушкинъ», и вскоре она стала весьма популярной.
Режиссёр решил привлечь в свой проект российских знаменитостей, которые согласились сняться в картине за процент от прокатной прибыли. Съёмка осуществлялась фотокамерами с кинооптикой. Благодаря этому бюджет фильма составил $ 100 000.

## Прокат
Премьера картины состоялась в московском кинотеатре «Октябрь», предпремьерный показ был организован в информационном агентстве РИА Новости.
Дистрибьютором фильма выступила компания Utopia Pictures, которая смогла расписать его на 100 экранов в цифровом формате. Картина была выпущена в сотрудничестве с государственным Фондом кино.

## Кассовые сборы
За премьерный уик-энд картина смогла собрать 2 900 000 рублей, что оказалось ниже ожиданий индустрии. Во вторую неделю сборы картины сократились на 60 %. По итогам проката картина собрала 5 300 000 рублей, а её зрителями стали 21 000 человек.